# Home de Pequín
L'home de Pequín (xinès: 北京人, pinyin: Běijīngrén) és el nom pel qual es coneix la subespècie Homo erectus pekinensis o Sinanthropus pekinensis, a causa del fet que les seves restes fòssils es van descobrir el sud-oest de Pequín (Xina), en una cova de la localitat de Zhoukoudian (周口店, Zhōukǒudiàn). Les restes es trobaren entre 1921 i 1937 i daten de fa entre 250.000 i 500.000 anys. És especialment popular perquè en el moment del descobriment fou considerada la primera baula perduda que justificava la teoria de l'evolució.
El jaciment de Zhoukoudian fou catalogat com a Patrimoni de la Humanitat per la UNESCO l'any 1987.

## Descobriment
En el descobriment de l'home de Pequín van intervenir dos factors: la faula i l'atzar. Els habitants de la zona venien als estrangers tota sort de dents, pretenent que eren dents de drac -aquesta és la faula- i l'atzar es presentà quan una d'aquestes dents anà a parar a mans d'un científic suec, que, en estudiar-la, la reconegué com a pertanyent a un mamífer extint.
Es va investigar l'origen d'aquesta dent i s'establí que provenia d'una cova de Pequín. Les investigacions començaren el 1921. D'acord amb el relat posterior del paleontòleg austríac Otto Zdansky, que treballava per al geòleg suec Johan Gunnar Anderson, un habitant de la zona portà els arqueòlegs fins al que avui es coneix com el Turó de l'Os del Drac, un lloc ple d'ossos fossilitzats.
El paleontòleg començà les feines d'excavació immediatament i trobà el que semblava un queixal (dent molar) humà fossilitzat. El 1923, va retornar al mateix indret i els materials extrets en les dues excavacions foren enviats a la Universitat d'Uppsala, a Suècia, per a la seva anàlisi. El 1926, Andersson anunciava la descoberta de dos molars humans trobats en aquest material i Zdansky publicava els descobriments.
El 1927, l'anatomista canadenc Davidson Black, que treballava a la Facultat de Medecina de Pequín, analitzà les troballes i posteriorment publicaria els seus descobriments en la revista Nature. Els primers espècimens d'Homo erectus havien estat trobats a Java el 1891 per Eugène Dubois. L'home de Java fou inicialment batejat com a Pithecanthropus erectus, però més tard fou transferit al gènere Homo.
La Fundació Rockefeller patrocinà els treballs a Zhoukoudian. Cap al 1929, els arqueòlegs xinesos Yang Zhongjian i Pei Wenzhong, i posteriorment Jia Lanpo, es feren càrrec de l'excavació. Durant els següents set anys, van desenterrar fòssils de més de quaranta espècimens d'adults, joves i nens, incloent-hi sis voltes cranianes gairebé completes. Es creu que l'indret era un lloc d'enterrament. El paleontòleg Pierre Teilhard de Chardin i l'antropòleg Franz Weidenreich també van participar en els descobriments.

## Desaparició dels ossos
Les excavacions acabaren el juliol del 1937, quan els japonesos ocuparen Pequín durant la Segona Guerra sinojaponesa. Els fòssils foren posats fora de perill al laboratori del Cenozoic de la Facultat de Medicina. El novembre de 1941, el secretari Hu Chengzi els envià als Estats Units per protegir-los de la imminent invasió japonesa. Tanmateix, en el camí fins a la ciutat portuària de Qinghuangdao, van desaparèixer, suposadament a mans d'un grup de marines que els japonesos havien capturat al començament de la guerra amb els Estats Units.
S'intentà trobar els ossos, però sense resultat. El 1972, el financer nord-americà Christopher Janus va prometre una recompensa de cinc mil dòlars a canvi dels cranis perduts; una dona contactà amb ell demanant 500.000 dòlars, però no se'n va tornar a saber més. Janus fou posteriorment acusat de desfalc. El juliol del 2005, coincidint amb el seixantè aniversari del final de la Segona Guerra Mundial, el govern xinès va establir una comissió encarregada de trobar els fòssils.
Hi ha diverses conjectures sobre què va ocórrer realment amb els ossos, incloent-hi la teoria que es van enfonsar amb el vaixell japonès Awa Maru.